# 怡泉亭
怡泉亭位于江苏省苏州市西南郊吴中区木渎镇山塘街，是一座花岗石井亭，亭内有井。这座石亭纪念冯怡泉和殷心揖二人的友谊，建于明崇祯二年（1629）四月，清康熙43年（1704年）屋顶修葺。正方形平面，边长3.1米，高4.5米。雕刻简练，古雅拙朴。1986年3月25日公布为苏州市文物保护单位。